# Skotští konzervativci
Skotští konzervativci (anglicky Scottish Conservatives, ve skotské gaelštině Pàrtaidh Tòraidheach na h-Alba), oficiálně Skotská konzervativní a unionistická strana jsou skotská konzervativní politická strana, fungující jako místní pobočka Konzervativní strany. V současnosti stranu vede Douglas Ross.

## Historie
Až do šedesátých let 20. století fungovala jako odnož konzervativců ve Skotsku Unionistická strana, na celostátní úrovni svázaná s Konzervativní a unionistickou stranou, nicméně udržující si svůj skotský charakter. Na přelomu padesátých a šedesátých let ale Unionistická strana čelila poklesu popularity, a zahájila proto sérii reforem, jejíž součástí bylo sloučení s celostátní Konzervativní stranou. K roku 1965 tak vzniká současná Skotská konzervativní a unionistická strana.
Strana až do voleb 1987 získávala ve všeobecných volbách kolem 20 mandátů z celkových 72 ve Skotsku. Hlasů ale konzervativci získávali stále méně – v osmdesátých letech již byli pod třiceti procenty. Roku 1987 ztratili polovinu křesel a ve volbách 1992 nedokázali vyhrát v žádném ze skotských volebních obvodů. Až do roku 2017 byl za skotské konzervativce do Dolní sněmovny volen jen jeden poslanec a získávali jen kolem 15 % hlasů.
Všeobecné volby v roce 2017 znamenaly pro stranu renesanci, když dokázala získat téměř 30 % skotských hlasů a 13 poslanců z 59. Následující volby 2019 sice konzervativce o polovinu mandátů připravily, stále ale získali 25 % hlasů.

### Skotská devoluce
Strana se pod vedením Margaret Thatcher i Johna Majora stavěla vůči zřízení skotské samosprávy (tzv. skotská devoluce) odmítavě. Roku 1997 se nicméně dostala k moci Labouristická strana a ve Skotsku a Walesu byla o autonomii uspořádána referenda; obě se k reformám vyjádřila pozitivně.
Roku 1999 se konaly první volby do Skotského parlamentu. Až do voleb 2016 z nich Skotští konzervativci vycházeli podobně, a to s asi 15 % hlasů a 15–18 poslanci ve 129členném parlamentu. Během Referenda o nezávislosti Skotska v roce 2014 se strana silně stavěla proti nezávislosti.
Před skotskými volbami roku 2016 se vydala cestou tvrdé opozice vůči vládě nacionalistické Skotské národní strany; v hlasování zaznamenala velký úspěch, když zdvojnásobila svůj počet mandátů na 31 a sesadila Skotské labouristy z druhého místa. Ve volbách 2021 pak strana obhájila svých 31 poslanců i pozici oficiální opozice vůči vládě SNP.
Zatím konzervativci nebyli součástí žádné skotské vládnoucí koalice.

## Politika
Skotští konzervativci se profilují jako středopravicová konzervativní politická strana s liberálním ekonomickým programem. Strana se zasazuje o zachování Skotska jakožto součásti Spojeného království. I když je částí celostátní Konzervativní strany, v rámci skotských záležitostí je autonomní.
Na svých stránkách skotští konzervativci uvádějí následujících pět pilířů své politiky:
- podpora Skotska jako součásti Spojeného království a jeho místa v něm.
- podpora rovných životních příležitostí.
- podpora rostoucí, konkurenceschopné, inovativní ekonomiky, jakožto nejlepší cesty ke kvalitním veřejným službám namísto prudkého zvyšování daní.
- podpora lokalismu a komunit.
- podpora přísné, ale spravedlivé justice.

## Seznam lídrů

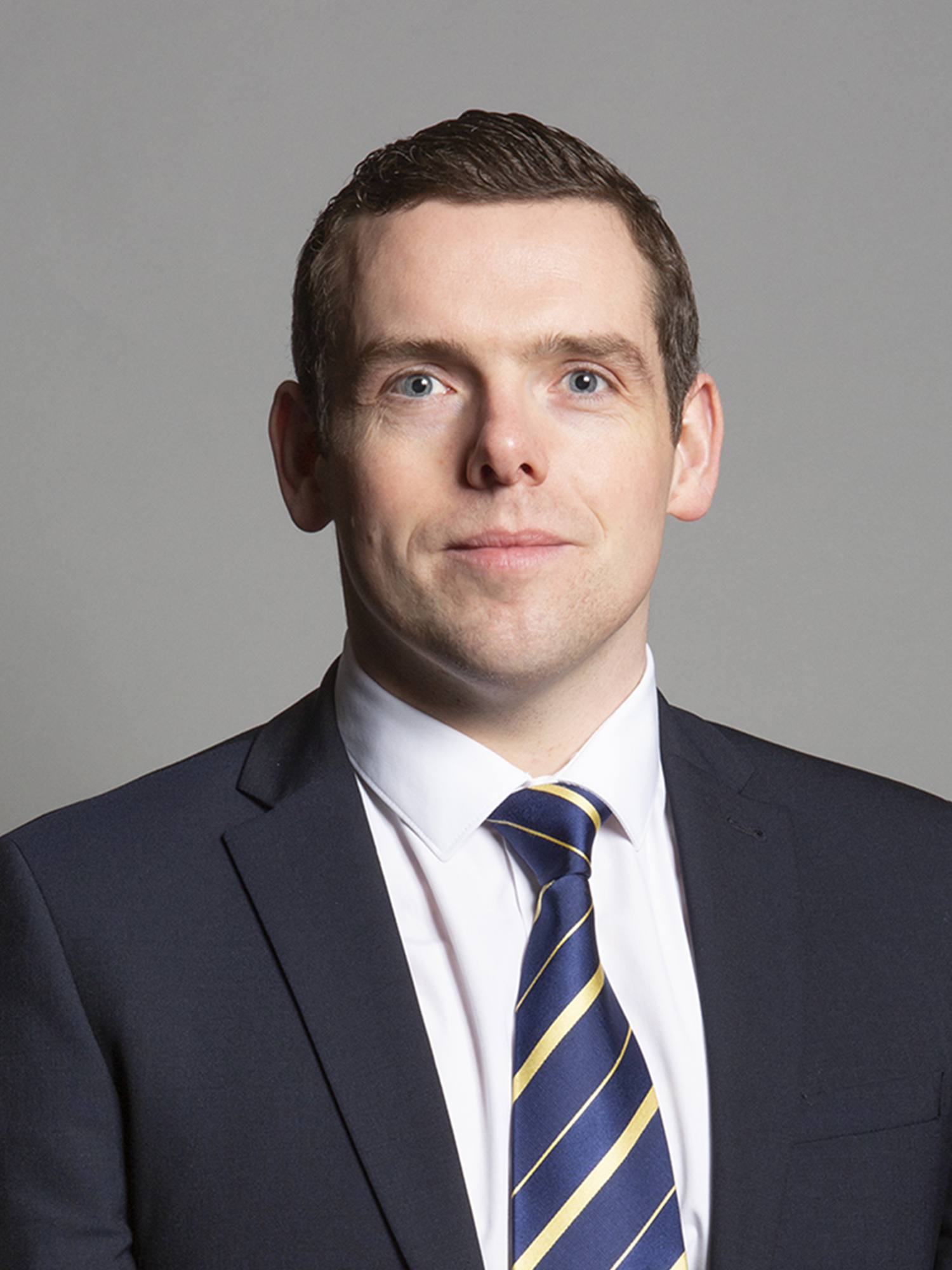
Současný lídr Douglas Ross

- David McLetchie (1999–2005)
- Annabel Goldie (2005–2011)
- Ruth Davidson (2011–2019)
- Jackson Carlaw (2020)
- Douglas Ross (2020–současnost)

## Volební výsledky

### Skotský parlament
| Volby | Volební obvody | Volební obvody | Volební regiony | Volební regiony | Celkem | ±   | Pozice | Postavení |
| Volby | %              | Mandáty        | %               | Mandáty         | Celkem | ±   | Pozice | Postavení |
| ----- | -------------- | -------------- | --------------- | --------------- | ------ | --- | ------ | --------- |
| 1999  | 15,6 %         | 0/73           | 15,3 %          | 18/56           | 18/129 | ▬0  | ▬3.    | opozice   |
| 2003  | 16,6 %         | 3/73           | 15,5 %          | 15/56           | 18/129 | ▬0  | ▬3.    | opozice   |
| 2007  | 16,6 %         | 4/73           | 13,9 %          | 13/56           | 17/129 | ▼1  | ▬3.    | opozice   |
| 2011  | 13,9 %         | 3/73           | 12,4 %          | 12/56           | 15/129 | ▼2  | ▬3.    | opozice   |
| 2016  | 22,0 %         | 7/73           | 22,9 %          | 24/56           | 31/129 | ▲16 | ▲2.    | opozice   |
| 2021  | 21,9 %         | 5/73           | 23,5 %          | 26/56           | 31/129 | ▬0  | ▬2.    | opozice   |

### Parlament Spojeného království (za Skotsko)

Modrá barva vyznačuje volební obvody, kde ve volbách 2024 vyhráli konzervativci.

| Volby        | Hlasy | Mandáty | ±   | Pozice  |
| ------------ | ----- | ------- | --- | ------- |
| 1966         | 37.7  | 20/72   | ▼4  | Opozice |
| 1970         | 38.0  | 23/72   | ▲3  | Vláda   |
| 1974 (únor)  | 32.9  | 21/72   | ▼2  | Opozice |
| 1974 (říjen) | 24.7  | 16/72   | ▼5  | Opozice |
| 1979         | 31.4  | 22/72   | ▲6  | Vláda   |
| 1983         | 28.4  | 21/72   | ▼1  | Vláda   |
| 1987         | 24.0  | 10/72   | ▼11 | Vláda   |
| 1992         | 25.6  | 11/72   | ▲1  | Vláda   |
| 1997         | 17.5  | 0/72    | ▼11 | Opozice |
| 2001         | 15.6  | 1/72    | ▲1  | Opozice |
| 2005         | 15.8  | 1/59    | ▬0  | Opozice |
| 2010         | 16.7  | 1/59    | ▬0  | Vláda   |
| 2015         | 14.9  | 1/59    | ▬0  | Vláda   |
| 2017         | 28.6  | 13/59   | ▲12 | Vláda   |
| 2019         | 25.1  | 6/59    | ▼7  | Vláda   |
| 2024         | 12.7  | 5/57    | ▼1  | Opozice |